# Charles Hoadley
Charles Archibald Brookes Hoadley (Burwood, Victoria, 1 de marzo de 1887 - Footscray, Victoria, 27 de febrero de 1947) fue un geólogo y explorador australiano. Se graduó de la Universidad de Melbourne en 1911 con un título en ingeniería de minas y fue miembro de la Expedición Antártica Australasiana dirigida por Sir Douglas Mawson entre 1911 y 1914. El Cabo Hoadley recibió su nombre después de su descubrimiento por el grupo de exploración.
De 1914 a 1916 fue profesor de ingeniería en Ballarat School of Mines, antes de convertirse en el director de la Escuela Técnica de Footscray, puesto que ocupó hasta su muerte en 1947. Fue galardonado con la Medalla Polar del Rey (1915) y fue convertido en Comandante de la Orden del Imperio Británico en 1936.
En 1909, fundó uno de los primeros grupos Scout en Footscray, Melbourne, Victoria. Fue comisionado jefe de la Asociación Scout de Victoria de 1927 a 1937, donde su mayor logro fue la creación de condados para eliminar los deberes administrativos de la sede central de la organización. Desde 1924 hasta su muerte en 1947 fue guardián del Parque Gilwell, Gembrook, y una pieza clave de la capacitación de Líder, siendo uno de los dos primeros Jefes de Campo Adjuntos - autorizado para otorgar a los Líderes Scouts con la Insignia de Madera. En 1952, se nombró en su honor la nueva caminata de competencia Scout Senior. La antigua Región Hoadley Scout en el oeste de Melbourne también recibió su nombre. Fue galardonado con el premio Silver Wolf en 1931.